# Ermita
Ermita is een district in de Filipijnse hoofdstad Manilla. Het district ligt aan de Baai van Manilla en wordt begrensd door de districten Port Area en Intramuros in het noordwesten, Santa Cruz, Binondo en San Miguel in het noorden, Paco in het oosten en Malate in het zuiden. Belangrijke verbindingen tussen Ermita en de omliggende districten zijn Roxas Boulevard, Padre Burgos Avenue, Taft Avenue en United Nations Avenue. Bij de laatste census in 2010 telde het district 7.143 inwoners.
In het noorden van Ermita, aangrenzend aan het Intramuros ligt Rizal Park. Hier werd in 1896 de Filipijnse nationale held Jose Rizal geëxecuteerd. Vanaf Rizal Park loopt Roxas Boulevard langs de Amerikaanse ambassade en de Baai van Manilla richting het zuiden. In Ermita zijn diverse belangrijke overheidsgebouwen gevestigd. Aan Padre Burgos Street ligt het Stadhuis van Manilla. Langs Taft Avenue en Padre Faura Street bevinden zich de gebouwen van het Hooggerechtshof van de Filipijnen, het Hof van beroep, het National Bureau of Investigation (NBI) en het Filipijnse ministerie van Justitie. Verder zijn in Ermita diverse bekende onderwijsinstellingen gevestigd, waaronder de University of the Philippines, de Philippine Normal University en de Technological University of the Philippines. Het grootste ziekenhuis van de Filipijnen, het Philippine General Hospital, bevindt zich langs Taft Avenue in Ermita.